# Amador Nita
Amador Poulo Nita (Curaçao, 18 augustus 1921 – Willemstad, 17 juni 1970) was een Curaçaose vakbondsleider, minister, schrijver en politiek activist.
Op 5 juli 1969 werd door Nita, samen met Wilson Godett en Stanley Brown, de politieke partij Frente Obrero i Liberashon 30 di mei (FOL) opgericht. Deze radicale socialistische partij, ontstaan in de nasleep van de opstand van Trinta di mei, behaalde een grote overwinning bij de verkiezingen in september 1969. Al in 1952 had Nita een in het Nederlands geschreven pamflet gepubliceerd onder de titel De sociale wensdromen van het landskind in de gelijke delen van het nieuwe koninkrijk. Hierin hield hij een pleidooi voor gelijkheid en gelijkwaardigheid van Curaçao en haar landskinderen met Nederland en de Nederlanders.
Later dat jaar werd hij minister van Sociale Zaken en Volksgezondheid in het kabinet-Petronia, maar ongeveer een half jaar later overleed hij.